# Ou (区)
Ou 区 (spreek uit als [Oow]) is een Chinese achternaam die zijn oorsprong vindt in de Chinese provincie Guangdong. Deze achternaam staat vreemdgenoeg niet in de Baijiaxing. De mensen met de achternaam Ou 区 zijn nauw verwant met de mensen met de achternamen Ou (欧) en Ouyang. In Hongkong wordt het geromaniseerd als Au en in Macau als Ao.

## Nederland
De Nederlandse Familienamenbank geeft de volgende statistieken weer:
| familienaam | aantal in 1947 | aantal in 2007 |
| ----------- | -------------- | -------------- |
| Ou          | 0              | 45             |
| Au          | 0              | 202            |
| O           | 0              | >5             |
|             | totaal: 0      | totaal: 252    |

## Bekende personen met de naam Ou 区 of Au 区
- Ou Xing 區星
- Ou Shizi 區適子, auteur van Sanzijing
- Ou Dingping 區丁平
- Albert Au 區瑞強, Hongkongse zanger
- Ou Chuliang 區楚良, Chinese keeper
- Au Shuet-Yee 區雪兒
- Angela Au 區文詩
- Au Kam-San 區錦新
- Au Tak, Chinees ondernemer